# بوريسلاف تيرزيتش
بوريسلاف تيرزيتش (بالصربية: Борислав Терзић)‏ هو لاعب كرة قدم صربي في مركز الدفاع، ولد في 1 نوفمبر 1991 في Vlasenica ‏ في البوسنة والهرسك. لعب مع بي أيه إس كيه بيوغراد ونادي زستافوني.

## وصلات خارجية
- بوريسلاف تيرزيتش على موقع قاعدة بيانات كرة القدم.إي يو (الإنجليزية)
- بوريسلاف تيرزيتش على موقع بيانات كرة القدم. دي إي (الألمانية)
- بوريسلاف تيرزيتش على موقع Soccerbase.com (لاعب) (الإنجليزية)
- بوريسلاف تيرزيتش على موقع Soccerway.com (الإنجليزية)
- بوريسلاف تيرزيتش على موقع عالم كرة القدم.نت (الإنجليزية)